# Драйден, Кен
Кеннет Уэйн «Кен» Драйден (англ. Kenneth Wayne "Ken" Dryden; 8 августа 1947, Гамильтон, Онтарио) — канадский хоккеист, вратарь, позднее — политик, министр социального обеспечения Канады в 2004 — 2006 годах.

## Образование
В 1964 году поступил в Корнеллский университет, изучал историю. Играл в студенческой команде. В 1969 году получил степень бакалавра. Играл за любительскую сборную Канады на Чемпионате мира 1969 года.
Взял перерыв в НХЛ в сезоне 1973/74 для получения степени в области права в Университете Макгилла.

## Спортивная биография
Выступал в Национальной хоккейной лиге за клуб «Монреаль Канадиенс» с 1970 по 1979 год. Шесть раз выигрывал Кубок Стэнли (1971, 1973, 1976—1979). Пять раз признавался лучшим вратарем НХЛ (1973, 1976—1979).
В сезоне 1970—1971 года, когда Драйден впервые с «Монреалем» выиграл Кубок Стэнли, в регулярном сезоне он провёл  6 матчей, появившись лишь в самом конце сезона. Монреаль с Драйденом выиграл все 6, причём Драйден пропустил только 10 шайб. Новичок-вратарь был сюрпризом для плей-офф — и закончил его звездой, получив по итогам плей-офф Конн Смайт Трофи (самому ценному игроку в плей-офф). В первом раунде в 7 играх был повержен действующий обладатель Кубка Стэнли «Бостон Брюинз». В финале «Монреаль» также в 7 играх победил «Чикаго Блэкхокс».
Поскольку в сезоне 1970—1971 года Драйден провёл лишь 6 игр, в следующем сезоне он считался новичком — и получил приз лучшего новичка НХЛ — Колдер Трофи. Случай, когда Колдер Трофи оказался не первой наградой хоккеиста — единственный в истории НХЛ.
Позже, во второй половине 1970-х, Кен Драйден, продолжая играть, стал ещё и единственным в НХЛ бакалавром, получив диплом адвоката. Оставив хоккей в возрасте 26 лет после конфликта с руководством клуба, Драйден стал работать в юридической фирме Торонто. Руководство «Монреаля», не добившись успеха с тремя голкиперами, пришедшими после Драйдена, через год сумело уговорить вернуться его в большой хоккей, на этот раз пойдя навстречу всем требованиям хоккеиста.
Драйден также участвовал в суперсерии СССР — Канада 1972 года, о которой через год после событий написал книгу, вышедшую в СССР в 1975 году под названием «Хоккей на высшем уровне». В 1979 году вратарь окончательно завершил карьеру.
На Олимпийских играх 1980, 1984 и 1988 годов Драйден работал комментатором на телевидении. Преподавал в Университете Торонто и работал в Министерстве образования. В течение 18 лет он написал несколько книг: «Игра» и «Домашняя игра» на тему хоккея и «В школе» на образовательную тему. Он также принял участие в создании на канадском телевидении документальной серии об истории хоккея.
С 1997 по 2003 год был президентом хоккейного клуба «Торонто Мэйпл Лифс».
В 1983 году Кен Драйден был избран в Зал хоккейной славы, в 2011 году — в Зал спортивной славы Онтарио.
В зале хоккейной славы изображён в позе "мыслителя", поставив вертикально перед собой клюшку, скрестив на набалдашнике из изоленты руки и положив на них подбородок. Именно так он вёл себя на хоккейном поле, когда его команде не угрожала опасность.

### Статистика
| Сезон   | Команда            | Лига | И  | Мин  | ГП  | EN | На 0 | ГПМ  | В  | П  | Н  | Сйв  | %     |
| ------- | ------------------ | ---- | -- | ---- | --- | -- | ---- | ---- | -- | -- | -- | ---- | ----- |
| 1966-67 | Корнелл Биг Ред    | ECAC | 27 | 1646 | 40  |    | 4    | 1.46 | 26 | 0  | 1  | 0    | 0.000 |
| 1967-68 | Корнелл Биг Ред    | ECAC | 29 | 1620 | 41  |    | 6    | 1.52 | 25 | 2  | 0  | 0    | 0.000 |
| 1968-69 | Корнелл Биг Ред    | ECAC | 27 | 1578 | 47  |    | 3    | 1.79 | 25 | 2  | 0  | 0    | 0.000 |
| 1970-71 | Монреаль Вояжёрс   | АХЛ  | 33 | 1899 | 84  | 0  | 3    | 2.68 | 0  | 0  | 0  | 0    | 0.000 |
| 1970-71 | Монреаль Канадиенс | НХЛ  | 6  | 327  | 9   | 0  | 0    | 1.65 | 6  | 0  | 0  | 0    | 0.000 |
| 1971-72 | Монреаль Канадиенс | НХЛ  | 64 | 3800 | 142 | 2  | 8    | 2.24 | 39 | 8  | 15 | 0    | 0.000 |
| 1974-75 | Монреаль Канадиенс | НХЛ  | 56 | 3320 | 149 | 0  | 4    | 2.69 | 30 | 9  | 16 | 0    | 0.000 |
| 1975-76 | Монреаль Канадиенс | НХЛ  | 62 | 3580 | 121 | 3  | 8    | 2.03 | 42 | 10 | 8  | 1531 | 0.927 |
| 1976-77 | Монреаль Канадиенс | НХЛ  | 56 | 3275 | 117 | 1  | 10   | 2.14 | 41 | 6  | 8  | 0    | 0.000 |
| 1977-78 | Монреаль Канадиенс | НХЛ  | 52 | 3071 | 105 | 1  | 5    | 2.05 | 37 | 7  | 7  | 0    | 0.000 |
| 1978-79 | Монреаль Канадиенс | НХЛ  | 47 | 2814 | 108 | 2  | 5    | 2.30 | 30 | 10 | 7  | 0    | 0.000 |

### Награды
- 1970-71 — Конн Смайт Трофи
- 1971-72 — Колдер Трофи
- 1972-73 — Везина Трофи
- 1975-76 — Везина Трофи
- 1976-77 — Везина Трофи
- 1977-78 — Везина Трофи
- 1978-79 — Везина Трофи

## Политическая деятельность
Впервые баллотировался от Либеральной партии в Палату общин на выборах 2004 года и был избран от округа в провинции Онтарио. В 2004-2006 министр социального обеспечения в правительстве Пола Мартина.
На выборах 2006 переизбрался, хотя Либеральная партия потерпела поражение. Выдвинул свою кандидатуру на пост лидера Либеральной партии в декабре 2006 года на партийном Конвенте в Монреале, набрал 4,9 % голосов делегатов, занял пятое место.
На выборах 2008 годов снова был избран. На разгромных для Либеральной партии выборах 2011 года потерпел поражение.

## Семья
Женат, имеет двоих детей и четверых внуков. Старший брат Дэйв (род. 1941) играл вместе с ним в «Баффало Сейбрз».